# Erigone sirimonensis
Erigone sirimonensis är en spindelart som beskrevs av Robert Bosmans 1977. Erigone sirimonensis ingår i släktet Erigone och familjen täckvävarspindlar.
Artens utbredningsområde är Kenya. Inga underarter finns listade i Catalogue of Life.